# Podwale
Podwale – ulica w niektórych (zwłaszcza starszych) miastach. Najczęściej swą nazwę zaczerpnęła od wałów, czyli murów miejskich, wzdłuż których kiedyś biegła lub biegnie nadal. Najczęściej występuje na starówkach.
Podwale występuje m.in. w następujących miastach:
- Podwale w Bieczu
- Podwale w Bielsku-Białej
- Podwale w Bydgoszczy
- Podwale Grodzkie w Gdańsku
- Podwale Przedmiejskie w Gdańsku
- Podwale Staromiejskie w Gdańsku
- Podwale w Jaworznie
- Podwale w Jeleniej Górze
- Podwale w Kaliszu
- Podwale w Krakowie
- Podwale w Krośnie
- Podwale w Lublinie
- Podwale w Olsztynie
- Podwale w Poznaniu
- Podwale Dolne w Sandomierzu
- Podwale Górne w Sandomierzu
- Podwale w Wałbrzychu
- Podwale w Warszawie
- Podwale we Wrocławiu
- Podwale w Żarach

Często odpowiednikiem Podwala jest ulica Wałowa, czasem jednak istnieją lub istniały obie (np. we Wrocławiu: Wałowa – niem. Wallstraße – wewnątrz dawnych murów i Podwale – niem. Am Stadtgraben, dosł. Przy Fosie Miejskiej – na zewnątrz fosy).
Nowojorska Wall Street (ang. the wall – ściana, mur) także biegła wzdłuż chroniącej miasto palisady.
Zobacz też
- Podwale (ujednoznacznienie)